# Edoardo Ricci
Edoardo Ricci (Sesta Godano, 27 aprile 1928 – La Spezia, 28 novembre 2008) è stato un vescovo cattolico italiano.

## Biografia
Nacque a Pignona, frazione di Sesta Godano, in provincia della Spezia e diocesi di Luni-Sarzana, il 27 aprile 1928.

### Formazione e ministero sacerdotale
L'8 ottobre 1950 fu ordinato presbitero dal vescovo Giuseppe Stella.
Dopo l'ordinazione proseguì gli studi fino ad ottenere la licenza in storia ecclesiastica presso la Pontificia Università Gregoriana di Roma e la laurea in lettere classiche all'Università di Pisa. Fu nominato poi vicerettore del seminario vescovile di Sarzana e, al contempo, fu insegnante di lettere e religione presso scuole medie, ginnasi e licei della zona. Fu, inoltre, assistente diocesano di varie istituzioni: il Movimento di rinascita cristiana; l'Unione cristiana imprenditori dirigenti e l'Unione cattolica italiana insegnanti medi. Presso la curia diocesana spezzina fu vicario generale dal 1961, e direttore dell'ufficio diocesano dei mezzi di comunicazione sociale. Dal 1967 fu canonico del capitolo della concattedrale di Sarzana, del quale divenne arcidiacono nel 1972.
Il 7 marzo 1968 fu insignito del titolo onorifico di prelato domestico di Sua Santità da papa Paolo VI.

### Ministero episcopale
Il 27 febbraio 1987 papa Giovanni Paolo II lo nominò vescovo di San Miniato; succedette a Paolo Ghizzoni, deceduto l'11 giugno 1986. Il 7 giugno seguente ricevette l'ordinazione episcopale, nella piazza antistante alla cattedrale di San Miniato, dal cardinale Silvano Piovanelli, arcivescovo metropolita di Firenze, co-consacranti il vescovo della Spezia-Sarzana-Brugnato Siro Silvestri e l'arcivescovo emerito di Cagliari Giuseppe Bonfiglioli. Durante la stessa celebrazione prese possesso della diocesi.
Durante il suo episcopato celebrò il primo sinodo diocesano dopo il Concilio Vaticano II, dal 1996 al 1999, mentre nel 1997 inaugurò il restauro della cattedrale. Diede, inoltre, l'avvio alla struttura della Caritas diocesana.
Il 6 marzo 2004 papa Giovanni Paolo II accolse la sua rinuncia, presentata per raggiunti limiti d'età, al governo pastorale della diocesi di San Miniato; gli succedette Fausto Tardelli, del clero di Lucca. Rimase amministratore apostolico della diocesi fino all'ingresso del successore, avvenuto il 30 maggio. Da vescovo emerito si ritirò nel seminario vescovile di Sarzana.
Morì il 28 novembre 2008, all'età di 80 anni, all'ospedale Sant'Andrea della Spezia. Dopo le esequie, celebrate dall'arcivescovo di Firenze Giuseppe Betori nella cattedrale di San Miniato il 1º dicembre successivo, fu sepolto nel cimitero di San Miniato. Il 13 luglio 2014 la salma fu traslata nella cattedrale samminiatese.

## Genealogia episcopale
La genealogia episcopale è:
- Cardinale Scipione Rebiba
- Cardinale Giulio Antonio Santori
- Cardinale Girolamo Bernerio, O.P.
- Arcivescovo Galeazzo Sanvitale
- Cardinale Ludovico Ludovisi
- Cardinale Luigi Caetani
- Cardinale Ulderico Carpegna
- Cardinale Paluzzo Paluzzi Altieri degli Albertoni
- Papa Benedetto XIII
- Papa Benedetto XIV
- Papa Clemente XIII
- Cardinale Marcantonio Colonna
- Cardinale Giacinto Sigismondo Gerdil, B.
- Cardinale Giulio Maria della Somaglia
- Cardinale Carlo Odescalchi, S.I.
- Cardinale Costantino Patrizi Naro
- Cardinale Lucido Maria Parocchi
- Papa Pio X
- Cardinale Gaetano De Lai
- Cardinale Raffaele Carlo Rossi, O.C.D.
- Cardinale Amleto Giovanni Cicognani
- Cardinale Giovanni Benelli
- Cardinale Silvano Piovanelli
- Vescovo Edoardo Ricci